# 中央军事委员会国防动员部
中国共产党中央军事委员会国防动员部与中华人民共和国中央军事委员会国防动员部一个机构两块牌子，通称中央军事委员会国防动员部，简称中央军委国防动员部，是中央军事委员会机关第一级职能部门，副战区级大单位，位于北京市，主要职责为组织指导国防动员和后备力量建设，并领导管理各省军区。

## 沿革
中华人民共和国成立后，于1950年6月建立中央人民政府人民革命军事委员会人民武装部。1954年11月，中央军委决定人民武装部改为中国人民解放军总参谋部动员部。1969年，与中国人民解放军总参谋部军务部合并为中国人民解放军总参谋部军务动员部。1975年，重新恢复中国人民解放军总参谋部动员部。
2015年11月，在深化国防和军队改革中，中国人民解放军总参谋部动员部撤销，改组升格为中央军委国防动员部。

## 机构设置
2015年改革后，中央军事委员会设置下列机构：

### 内设机构
- 办公厅
- 政治工作局
- 动员征集局
- 民兵预备役局
- 人防局
- 边防局
- 中国民兵武器装备陈列馆

### 直属单位
- 河北省军区
- 山西省军区
- 内蒙古军区
- 辽宁省军区
- 吉林省军区
- 黑龙江省军区
- 山东省军区
- 江苏省军区
- 安徽省军区
- 浙江省军区
- 江西省军区
- 福建省军区
- 河南省军区
- 湖北省军区
- 湖南省军区
- 广东省军区
- 广西军区
- 海南省军区
- 陕西省军区
- 宁夏军区
- 甘肃省军区
- 青海省军区
- 四川省军区
- 贵州省军区
- 云南省军区
- 上海警备区
- 天津警备区
- 重庆警备区

## 历任领导
中央人民政府人民革命军事委员会人民武装部部长
1. 张经武（1950年—1952年）
2. 傅秋涛（1952年—1954年）

中国人民解放军总参谋部动员部部长
1. 王平（1955年—1957年）
2. 傅秋涛（1957年—1969年）

中国人民解放军总参谋部军务动员部部长
1. 苏静（1969年）
2. 蓝文兆（1969年—1970年）
3. 李炎（1972年—1975年）

中国人民解放军总参谋部动员部部长
1. 曹宇光（1975年—1982年）
2. 孟平（1982年—1985年）
3. 陈超 少将（1985年—1990年）
4. 谭冬生 少将（1990年—1996年）
5. 范晓光 少将（1996年—2003年）
6. 赵建中 少将（2004年—2007年）
7. 白自兴 少将（2007年—2010年）
8. 牟明滨 少将（2010年—2015年）

| 中央军委国防动员部部长 1. 盛斌 中将（2015年11月—2021年12月） 2. 刘发庆 中将（2021年12月—） 中央军委国防动员部副部长 - 牟明滨 少将（2015年11月—） - 胡宜树 少将（2015年11月—） - 曲松 少将（2015年11月—） | 中央军委国防动员部政治委员 1. 朱生岭 中将（2015年11月—2017年1月） 2. 刘家国 中将（2017年8月—2021年12月） 3. 王东海 中将（2021年12月—） |

中央军委纪律检查委员会驻军委国防动员部纪检组组长
- 郑明宝 少将（2015年11月—）[10]

## 国防部征兵办公室
国防部征兵办公室，是中华人民共和国国防部内设机构。 

### 沿革
1984年5月31日，全国人大通过《中华人民共和国兵役法》。该法第十条规定，“全国的兵役工作，在国务院、中央军事委员会领导下，由国防部负责。各军区按照国防部赋予的任务，负责办理本区域的兵役工作。”国防部相应设立国防部征兵办公室。2020年11月3日，国务院办公厅、中央军委办公厅印发《国务院办公厅、中央军委办公厅关于同意建立全国征兵工作部际联席会议制度的函》（国办函〔2020〕102号），同意建立全国征兵工作部际联席会议。联席会议不另设办公室，由国防部征兵办公室承担联席会议组织联络和协调等日常工作。同时，中央宣传部、国家发展改革委、教育部、公安部、财政部、人力资源社会保障部、交通运输部、国家卫生健康委、退役军人事务部、中央军委政治工作部、中央军委后勤保障部、中央军委训练管理部、中央军委国防动员部、中央军委政法委员会等14个成员单位分别指派1名工作人员担任国防部征兵办公室组成人员，负责日常联络协调工作。国防部征兵办公室主任由中央军委国防动员部分管兵役征集工作的副部长兼任。

### 职责
1. 贯彻落实党中央、国务院、中央军委关于兵役征集工作的重大决策部署；
2. 统筹协调全国征兵工作，研究协调解决重大问题，协调办理涉及多个部门职责的重要事项；
3. 研究提出征兵改革创新政策建议，督导检查征兵工作有关政策措施落实情况，总结推广征兵工作先进经验和做法；
4. 完成党中央、国务院、中央军委交办的其他事项。